# Минская, Елена Витальевна
Елена Витальевна Минская (урожд. Ильина) (род. 2 апреля 1974 года) — заслуженный мастер спорта России (подводный спорт).

## Карьера
14-кратная чемпионка мира, 18-кратная чемпионка Европы. Многократный победитель и призёр Кубков мира, Чемпионатов и Кубков  России, Чемпионатов ВС РФ.

## Вне спорта
Выпускница Новосибирской государственной Академии Водного Транспорта. 1996 год.
Выпускница Новосибирского гуманитарного института. 2007 год.
Старший прапорщик ВС РФ.
Имеет государственные награды - медаль «За отличие в военной службе» I, II, III степени.
Замужем. Имеет двух дочерей, Викторию и Ксения 2003 и 2008 г. рождения..